# Augustum-Annen-Gymnasium
Das Augustum-Annen-Gymnasium in Görlitz ist eine allgemeinbildende Schule des sekundären Bildungsbereichs, die zur Hochschulreife führt. Das Gymnasium Augustum und die Annenschule vereinigten sich 2004 zu einer gemeinsamen Schule. Die beiden Lehrgebäude stehen in der Görlitzer Altstadt. Das Haupthaus der Annenschule schließt sich westlich an die Annenkapelle am Marienplatz in der Nähe des Frauenturms an. Das Augustum wiederum befindet sich am Klosterplatz.
Das Augustum-Annen-Gymnasium ist eines von zwei Gymnasien der Stadt und befindet sich in deren Trägerschaft. Das Gymnasium bietet das naturwissenschaftliche, das sprachliche und das künstlerische Profil an.

## Name
Der Name der Schule leitet sich aus den Namen der einst eigenständigen Schulteile ab. Die Annenschule trug ihren Namen in Anlehnung an die Annenkapelle, die sie seit Ende des 19. Jahrhunderts als Aula und Turnhalle nutzt.
Die Schüler waren Ende 2004 aufgerufen einen Namen für das vereinigte Gymnasium vorzuschlagen und wählen. Bei der ersten Abstimmung gewann der Vorschlag Via-Regia-Gymnasium in Anlehnung an die durch Görlitz führende Handelsstraße Via Regia vor dem zusammengesetzten Schulnamen und anderen Vorschlägen. Jedoch wurde bei einer Stichwahl zwischen Via-Regia-Gymnasium und Augustum-Annen-Gymnasium der zusammengesetzte Schulname von Schüler- und Lehrerschaft favorisiert.

## Geschichte

### Annenschule
Seit 1730 schloss sich im Westen an die Annenkapelle das Armen-, Zucht- und Waisenhaus an. Die Kapelle wurde als Waisenhaus- bzw. Zuchthauskirche genutzt. Ab 1845 hielt auch die römisch-katholische Gemeinde in der Kirche ihre Gottesdienste ab, da ihre Kirche weit außerhalb lag.
Um 1900 wurde das Waisenhaus abgerissen und durch den anschließenden Schulneubau ersetzt. Im Jahr 1903 wurde die Mädchenmittelschule mit der angeschlossenen Annenkapelle als Aula und Turnhalle übergeben. Georg Nawroth schuf 1949 im Westteil der Aula Wandbilder mit Szenen aus der Görlitzer Geschichte. 1987 fand die Sanierung des Gebäudeinnern statt. 1992 folgte die Erneuerung der Fassade.

### Augustum
Bereits 1458 entstand im einstigen römisch-katholischen Franziskanerkloster ein sogenanntes studium particulare, das der Ausbildung der Konventsmitglieder diente. Die Reformation fasste Anfang des 16. Jahrhunderts in der Stadt Fuß, so dass im Jahr 1530 eine evangelische Lateinschule gegründet wurde, die sich den Idealen Philipp Melanchthons verpflichtet fühlte; nach der Aufhebung des Franziskanerklosters zog sie 1565 in das Klostergebäude ein. Als Datum für die Schulweihe wird der 22. Juni 1565 erwähnt. Der erste Rektor der Schule war Petrus Vincentius. Er war ein Freund Philipp Melanchthons und zuvor Dekan und Rektor an der Universität in Wittenberg. 1566 gab er die Schulgesetze heraus, deren Prämissen Vertrauen, Gehorsam, Dankbarkeit, Bescheidenheit, Wahrhaftigkeit und Mäßigkeit waren. Rektor Vincentius verließ die Stadt jedoch bereits nach kurzer Zeit in Richtung seiner Heimatstadt Breslau.
1579 besuchten bereits 611 Jungen die Schule. Die Zahl steigerte sich bis 1590 auf 648 Schüler, davon 147 Primaner. Während des Dreißigjährigen Kriegs schloss die Schule für einen längeren Zeitraum. Auch wurden Lehrer und Schüler während der schwedischen Besatzung unter Oberst Wancke zu Schanzarbeiten rund um die Stadt eingesetzt. Nach dem Dreißigjährigen Krieg übernahm 1666 Christian Funcke den Rektorposten. Er war Mitglied in der literarischen Gruppe Fruchtbringende Gesellschaft. Unter seiner Leitung stieg die Schülerzahl bis 1674 auf 326 Schüler. 1695 folgte Samuel Grosser. Er entwarf und gestaltete Theaterstücke der Schüler für die städtische Bürgerschaft, verfasste aber auch Werke über die Regionalgeschichte (Lausitzische Merkwürdigkeiten, 1714).
Die Schule war seit der Gründung der Oberlausitzischen Gesellschaft der Wissenschaften 1779 eng mit dieser verbunden. So dienten viele Rektoren und Lehrer in den Folgejahren der Gesellschaft als Vizepräsidenten, Sekretäre oder Mitglieder. Mit dem Wechsel der östlichen Oberlausitz 1815 zu Preußen als Folge des Wiener Kongresses traten die Fächer Deutsch, Mathematik, Zeichnen und nun auch Physik in das Zentrum der Lehrtätigkeit. Ein Jahr später konnte an der Schule die erste Abiturprüfung abgelegt werden. Im Jahr 1856 bezog die Schule das neuerrichtete Gebäude am Klosterplatz.

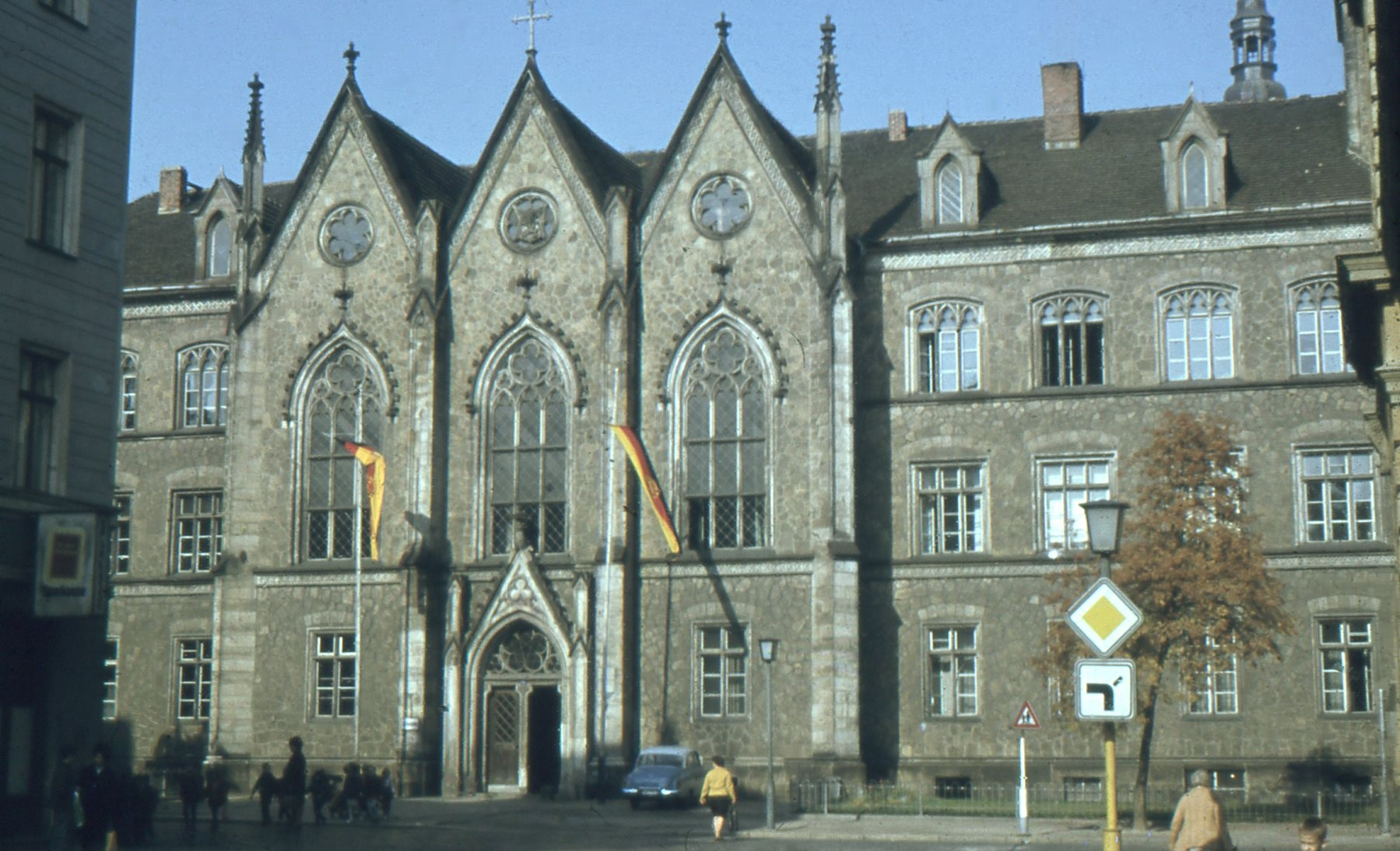
Zu DDR-Zeiten hieß das Augustum Polytechnische Oberschule Johannes Wüsten. Das Schulhaus besitzt hier noch die Dachgauben.

Während des Ersten Weltkriegs wurden mehr als die Hälfte der Lehrer zum Kriegsdienst eingezogen. Auch einige Schüler folgten ihnen an die Front. Insgesamt fielen 280 ehemalige Schüler des Augustum während des Kriegs, an die unter anderem eine Tafel in der Aula erinnert. In der Mitte der 1920er Jahre hatte die Schule wieder 380 Schüler in 17 Klassen und 24 Lehrern. In der Zeit des Nationalsozialismus wurden die Lehrinhalte an der Nazi-Ideologie ausgerichtet und sich nicht anpassende Lehrkräfte von der Schule verwiesen, unter anderem der Direktor Max Müller und der sozialdemokratische Studienrat Paul Gatter. Kurz vor Ende des Zweiten Weltkriegs wurde der Unterricht wegen der näherrückenden Front eingestellt.
Während der DDR-Zeit war es am Augustum nicht mehr möglich das Abitur abzulegen. Die einzige Erweiterte Oberschule (EOS), wie die zur allgemeinen Hochschulreife führenden Schulen in der DDR hießen, war die EOS „Frédéric Joliot-Curie“ am Wilhelmsplatz. Die Schule trug bis zur Wende den Namen von Johannes Wüsten und war nur noch eine zehnklassige allgemeinbildende Polytechnische Oberschule (POS). Gemäß einem Stadtratsbeschluss wurde die Schule 1992/1993 wieder in Augustum umbenannt und erhielt den Status eines Gymnasiums mit musischen Profil. Es war nun eines von vier Gymnasien auf dem Stadtgebiet.

## Gebäude

### Annenschule

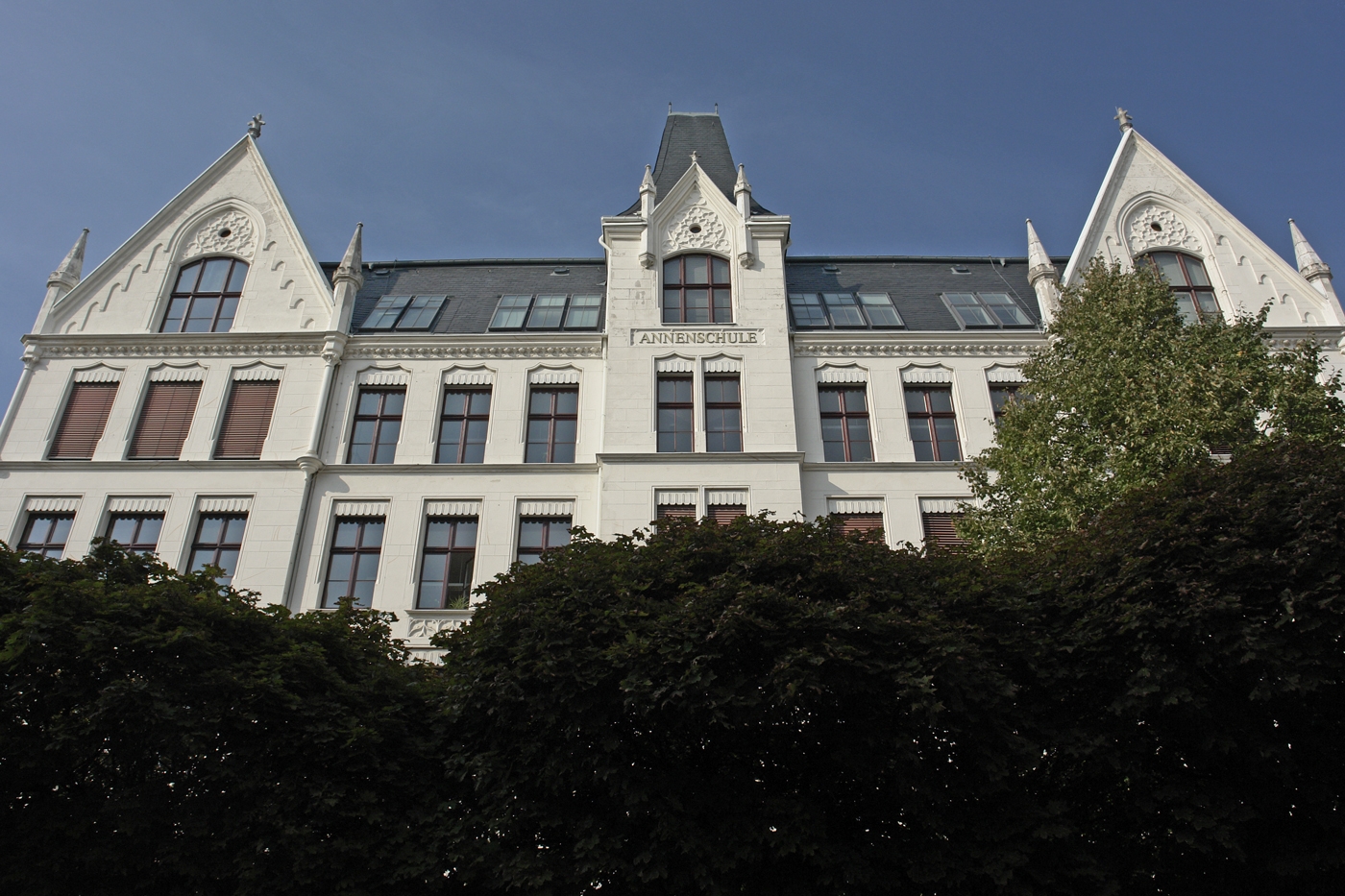
Haus Annenschule

Das fünfgeschossige Haus der Annenschule wurde 1903 fertiggestellt und schließt sich an die Annenkapelle aus dem Jahre 1512 an. Im Jahr 1871 wurde in der Annenkapelle in Höhe des Gurtgesimses eine Zwischendecke eingezogen und damit im Erdgeschoss ein Raum geschaffen, der später als Turnhalle genutzt wurde. Die dem gotischen Stil nachempfundenen Fensterpaare im Erdgeschoss entstanden während dieses Umbaus. Der obere Raum diente bereits dem Vorgängerbau der Annenschule seit 1875 als Aula.

### Augustum

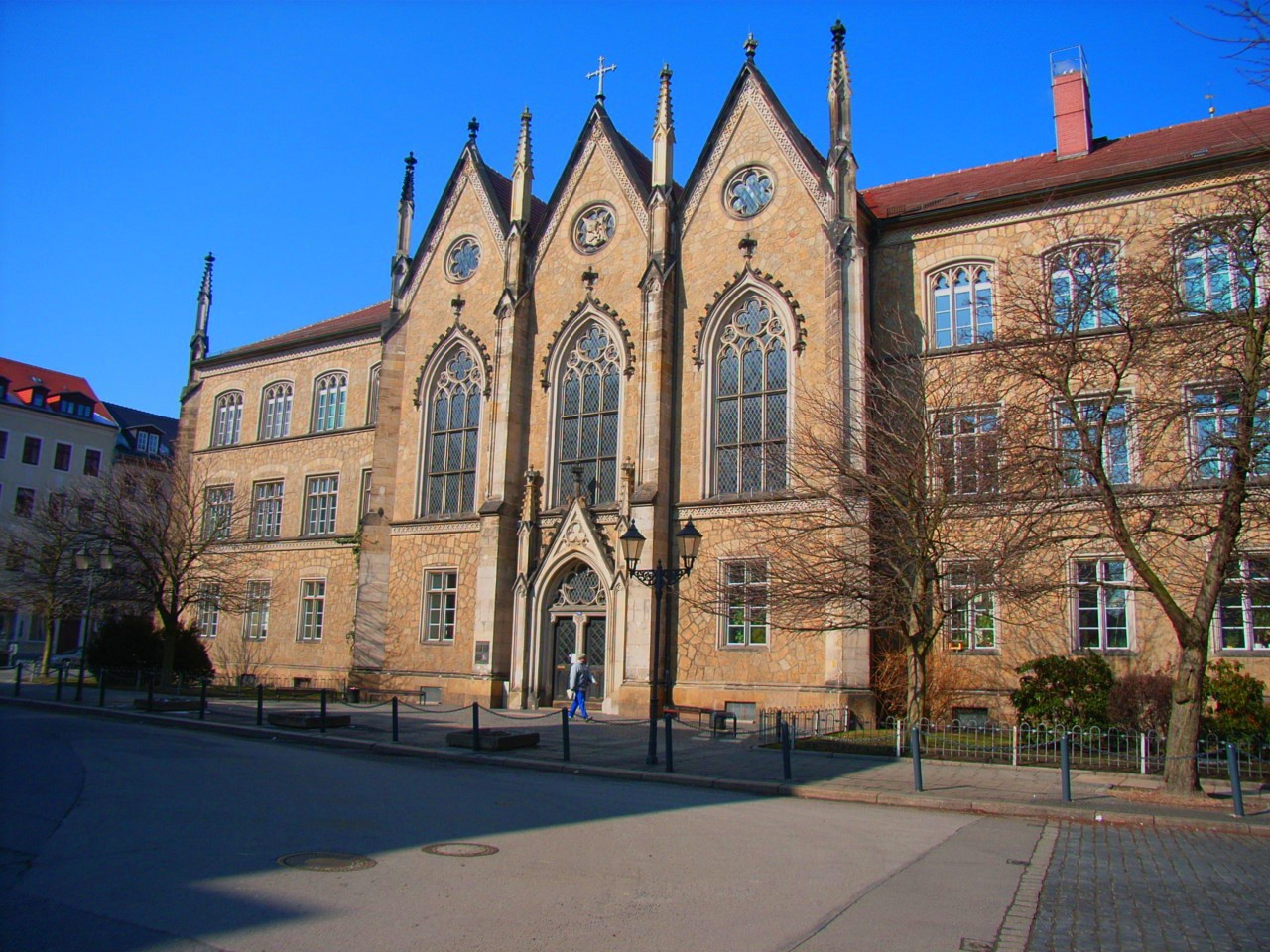
Haus Augustum

An dem heutigen Standort des Gymnasiums Augustum in der Mitte des Klosterplatzes befand sich bis in die Mitte des 19. Jahrhunderts das Franziskanerkloster. Jedoch wurden bereits seit 1565 Räumlichkeiten des Klosters als Unterrichts- und Wohnräume der Lehrerschaft genutzt. Anfang des 19. Jahrhunderts war die Bausubstanz in einem derart schlechten Zustand, dass es erste Überlegungen gab, das Kloster durch einen Neubau zu ersetzen. Zwischen 1836 und 1853 wurden verschiedene Pläne vorgelegt, die einen Neubau bzw. einen Erhalt des alten Klosters vorsahen, und auch Experten angehört, die die alte Bausubstanz besichtigten. So besichtigten unter anderem Architekt und oberste preußische Baubeamte Karl Friedrich Schinkel 1837 und der preußische König Friedrich Wilhelm IV. 1844 das alte Kloster. Schließlich fiel die Entscheidung für einen kompletten Neubau der Schule am Standort des Klosters. Nach dem erfolgten Abriss des Klosters erfolgte am 28. August 1854 die Grundsteinlegung für das heutige Gymnasium. Die Einweihung des Gebäudes fand etwa zwei Jahre später am 15. Oktober 1856 statt.

## Pädagogische Arbeit, Ausstattung und Angebote
Das Gymnasium bietet seit dem Schuljahr 2003/2004 auf Grund der Lage von Görlitz an der deutsch-polnischen Grenze eine besondere Form vertiefter gymnasialer Bildung in Sachsen an – einen binationalen-bilingualen, deutsch-polnischen Bildungsgang. Dieser ist in dieser Form bundesweit einmalig, der sich explizit an eine binationale Schülerschaft richtet. Die Schüler der beiden Nachbarländer lernen die jeweils andere Sprache in der 5. und 6. Klasse getrennt in ihren Heimatländern. Ab der 7. Klasse werden im Rahmen des Bildungsgangs die polnischen Schülerinnen und Schüler an der Schule angenommen und mit ihren deutschen Mitschülern in binationale Klassen zusammengeführt. Der Bildungsgang hat die Vermittlung sozialer und interkultureller Kompetenz zum Ziel. Darüber hinaus sollen die beruflichen Chancen der Absolventen in der Region erhöht werden, um eine Abwanderung hoch qualifizierte junger Menschen zu reduzieren.
Die Gymnasium bietet im Rahmen des Profilunterrichts die naturwissenschaftliche, die sprachliche und die künstlerische Vertiefung an.

## Gymnasialbibliothek
Das Augustum besaß eine große Gymnasialbibliothek. Ihr hervorragendster Bestandteil war Milich’sche Bibliothek, die als private Sammlung der Schweidnitzer Juristen Gottlieb (1650–1720) und Johann Gottlieb Milich (1678–1726) entstanden war und 1727 als Legat an das Augustum kam. Sie war in ihrem ursprünglichen Bestand vorwiegend juristisch und religiös geprägt.
Johann Gottlieb Milich vermachte der Stadt Görlitz testamentarisch 1726 seine Sammlung von rund 7.000 Büchern, 200 Manuskripten und 500 Münzen nebst einer Anzahl Kuriositäten und Merkwürdigkeiten. Er knüpfte daran die Bedingung, dass die Sammlungen über 200 Jahre hinweg für jedermann zweimal in der Woche zur Verfügung zu stehen hätten.
Erst als Gymnasialbibliothek erhielt sie ihr umfassendes Profil, das nicht zuletzt durch alte Bestände der Görlitzer Klosterbibliothek und Stiftungen Görlitzer Bürger (u. a. Samuel Traugott Neumann) bereichert wurde. Nach der Auslagerung im Zweiten Weltkrieg wurden die zurückgekehrten Bestände in die Oberlausitzische Bibliothek der Wissenschaften (OLB) eingegliedert Der Bestand kann heute im Lesesaal der OLB benutzt werden.
Ein Verzeichnis der Abiturienten des Gymnasiums Augustum der Stadt Görlitz wurde in der Kaiserzeit in einem jährlich gedruckten Programm veröffentlicht. Es enthielt zudem ausführliche Nachrichten über das vergangene Schuljahr. Beispielsweise verfasste der von 1881 bis 1898 am Städtischen Gymnasium wirkende Direktor Gustav Eitner einen Bericht über das Schuljahr 1883/84.